# Sulfure de magnésium
Pour les articles homonymes, voir MGS.
Ne doit pas être confondu avec Sulfate de magnésium.
Le sulfure de magnésium est un composé inorganique de formule MgS. C'est un matériau cristallin blanc mais on le rencontre souvent sous une forme impure qui est une poudre non-cristalline brune. Il est produit industriellement lors de la fabrication de l'acier.

## Préparation et propriétés générales
MgS est formé par réaction du soufre ou du sulfure d'hydrogène avec le magnésium. Il cristallise dans la structure sel gemme dans sa phase la plus stable, ses structures zinc-blende et wurtzite peuvent être préparées par épitaxie par jet moléculaire. Les propriétés chimiques de MgS ressemblent à celles de sulfures ioniques tels que les sulfures de sodium, de baryum ou de calcium. Il réagit avec l'oxygène pour former le sulfate correspondant, le sulfate de magnésium.  MgS réagit avec l'eau pour donner du sulfure d'hydrogène et de l'hydroxyde de magnésium.

## Applications
Dans le procédé de fabrication de l'acier LD, le soufre est le premier élément à être éliminé. Le soufre est éliminé de l'acier impur du four à arc par addition de plusieurs centaines de kilos de poudre de magnésium avec une lance. Le sulfure de magnésium se forme, il flotte ensuite sur l'acier en fusion et est éliminé.
MgS est un semi-conducteur direct à large bande d'intérêt en tant qu'émetteur bleu-vert, une propriété qui est connue depuis le début des années 1900. Sa grande largeur de bande permet également l'utilisation de MgS comme photodétecteur pour la lumière ultraviolette de courte longueur d'onde.

## Occurrence
En plus d'être un constituant de certains laitiers, MgS est un minéral rare extra-terrestre appelé niningérite détecté dans certaines météorites.  MgS est également présent dans les enveloppes circumstellaires de certaines étoiles carbonées, celles dont le rapport C/O  > 1.

## Sécurité
MgS émet du sulfure d'hydrogène au contact avec l'humidité.